# Nombres 400 à 499
Pour les années, voir  400, 400 av. J.-C., Ve siècle et Ve siècle av. J.-C.
Cet article recense les nombres entiers allant de quatre cents (400) à quatre cent quatre-vingt-dix-neuf (499) en mentionnant certaines propriétés, liées entre autres aux nombres premiers et aux zéros de la fonction de Mertens.

## 400
- 24 × 52,
- carré de 20,
- un cercle est divisé en 400 grades[1], qui sont égaux à 360 degrés, ou 2π radians (degrés et radians sont des unités plus habituelles),
- auto nombre en base dix,
- nombre Harshad en base dix,
- le seul carré avec 121 qui soit répunit brésilien : 400 = 202 = 11117,
- les Quatre-Cents (oligarchie) dans l'Athènes antique,
- les quatre cents (quelquefois Le club des quatre cents) une phrase signifiant le groupe social le plus riche, le plus célèbre ou le plus puissant (voir par exemple Ward McAllister (en)), conduisant à la génération de listes telles que le Forbes 400 (une liste des grosses fortunes),
- l'ordinateur domestique Atari 400,
- l'ordinateur commercial AS/400 (1988) fait partie de la gamme d'ordinateurs centraux fabriqués par IBM.
- une valeur de sensibilité ISO- pour les films photographiques,
- un code d'erreur HTTP pour une mauvaise requête (bad request),
- dans le titre du film Les Quatre Cents Coups, un film français dirigé par François Truffaut, reprenant une expression française,
- la désignation pour la classe d'autoroutes de l'Ontario nommée Autoroute séries-400, le « 4 » signifiant « 4 voies »,
- un jeu de cartes libanais, le 400,
- les 400, plus tard les 400 des cités jumelles, un train de passagers de Chicago de la North Western Railway qui voyagea pendant 400 miles entre Minneapolis/St. Paul et Chicago, Illinois en 400 minutes,
- un n° de modèle d'avion : Airbus A400M.
- la Vespa 400, automobile de la seconde moitié du XXe siècle.
- Triumph Speed 400, motocyclette anglaise[2]

## 401
- nombre premier de Chen,
- nombre tetranacci,
- somme de sept nombres premiers consécutifs (43 + 47 + 53 + 59 + 61 + 67 + 71),
- somme de neuf nombres premiers consécutifs (29 + 31 + 37 + 41 + 43 + 47 + 53 + 59 + 61),
- nombre d'Eisenstein premier sans partie imaginaire,
- zéro de la fonction de Mertens,
- le nom d'un régime de retraite américain, le 401(k),
- l'indicatif téléphonique pour Rhode Island,
- code d'état HTTP pour une demande non autorisée,
- un modèle de voiture : Peugeot 401.
- numéro de série du paquebot Titanic.

## 402
- 2 × 3 × 67,
- nombre sphénique,
- nombre nontotient,
- nombre Harshad,
- code d'erreur HTTP pour un paiement demandé (payment required), ce code d'erreur n'est pas utilisé[réf. souhaitée],
- un modèle de voiture : Peugeot 402.

## 403
- 13 × 31,
- zéro de la fonction de Mertens,
- code d'erreur HTTP pour interdit,
- des modèles d'automobiles, 
  - Peugeot 403 (dans sa version cabriolet, voiture de l'inspecteur Columbo),
  - Bristol 403,
- 403 (indicatif téléphonique), indicatif téléphonique régional couvrant le Sud de la province de l'Alberta au Canada.

## 404
- 22 × 101,
- zéro de la fonction de Mertens,
- nombre nontotient,
- nombre noncototient,
- code d'erreur HTTP pour « fichier non trouvé », sans doute le code d'erreur HTTP le plus connu,
- un modèle de voiture : Peugeot 404.

## 405
- 34 × 5,
- nombre pyramidal pentagonal,
- zéro de la fonction de Mertens,
- nombre Harshad,
- code d'erreur HTTP pour « méthode non autorisée »,
- un modèle de voiture : Peugeot 405,
- les autoroutes américaines nommées Interstate 405.

## 406
- 2 × 7 × 29,
- nombre sphénique,
- nombre triangulaire,
- nombre ennéagonal centré,
- nombre nontotient,
- nombre intouchable,
- l'indicatif téléphonique pour le Montana,
- un poème de John Boyle O'Reilly (il est reconnu que c'était un des numéros de cellule de O'Reilly, et fut le numéro de sa première chambre d'hôtel après son arrivée aux États-Unis. Par conséquent, le nombre possède une signification mystique pour lui, comme il est suggéré dans le poème),
- code d'erreur HTTP pour Pas acceptable,
- un modèle de voiture : Peugeot 406.

## 407
- 11 × 37,
- somme de trois nombres premiers consécutifs (131 + 137 + 139),
- zéro de la fonction de Mertens,
- nombre Harshad (divisible par 4+7),
- nombre narcissique ( = 4^3 + 0^3 + 7^3),
- nombre pizza (nombre maximal de parts obtenues par 28 coups de couteau),
- code d'erreur HTTP pour authentification requise,
- un modèle de voiture : Peugeot 407,
- le nombre d'espèces dans la série de dessins animés des Pokémon.

## 408
- 23 × 3 × 17,
- somme de quatre nombres premiers consécutifs (97 + 101 + 103 + 107),
- somme de huit nombres premiers consécutifs (37 + 41 + 43 + 47 + 53 + 59 + 61 + 67),
- zéro de la fonction de Mertens,
- nombre octogonal,
- nombre intouchable,
- nombre Harshad,
- nombre de Pell,
- code d'erreur HTTP pour temps d'attente de maximum d'une réponse dépassé.
- un modèle de voiture : Peugeot 408[3]

## 409
- nombre premier de Chen,
- nombre premier minimal,
- nombre triangulaire centré,
- un produit de nettoyage 409 (voir 2-butoxyéthanol)[Quoi ?],
- automobile appelée 409 (pour la chanson sur cette voiture, voir le groupe The Beach Boys),
- code erreur HTTP pour Conflit.

## 410
- 2 × 5 × 41,
- nombre sphénique,
- somme de six nombres premiers consécutifs (59 + 61 + 67 + 71 + 73 + 79),
- nombre nontotient,
- nombre Harshad,
- code d'erreur HTTP pour la ressource n'est pas disponible.

- Messerschmitt Me 410, un avion allemand.

## 411
- 3 × 137,
- auto nombre,
- code d'erreur HTTP pour une longueur de requête manquante,
- Bristol 411, une automobile,
- T411, un site de torrent.

## 412
- 22 × 103,
- nombre nontotient,
- nombre noncototient,
- code d'erreur HTTP pour échec d'une précondition.

## 413
- 7 × 59,
- zéro de la fonction de Mertens,
- auto nombre,
- code d'erreur HTTP pour entité de requête trop grande.
- nombre récurrent dans la bande dessinée en ligne Homestuck

## 414
- 2 × 32 × 23,
- zéro de la fonction de Mertens,
- nombre nontotient,
- nombre Harshad,
- code d'erreur HTTP pour URI trop longue

## 415
- 5 × 83,
- l'indicatif téléphonique pour San Francisco,
- code d'erreur HTTP pour type de média non supporté.

## 416
- 25 × 13,
- code d'erreur HTTP pour plage demandée impossible à satisfaire.

## 417
- 3 × 139,
- code d'erreur HTTP pour attente échouée.

## 418
2 × 11 × 19.

## 419
- nombre premier de Sophie Germain,
- nombre premier jumeau avec 421,
- nombre premier de Chen,
- nombre d'Eisenstein premier sans partie imaginaire,
- nombre hautement cototient,
- zéro de la fonction de Mertens.

## 420
- 22 × 3 × 5 × 7,
- le plus petit nombre à être dix fois brésilien (ou 10-brésilien) avec 420 = FF27 = EE29 = CC34 = AA41 = 7759 = 6669 = 5583 = 44104 = 33139 = 22209, où F, E, C, A correspondent respectivement aux symboles 15, 14, 12, 10 dans les bases 27, 29, 34 et 41 ; ce n'est cependant pas un nombre hautement brésilien car 360 est 11- brésilien.
- somme de quatre nombres premiers consécutifs (101 + 103 + 107 + 109),
- zéro de la fonction de Mertens,
- nombre hautement abondant
- nombre faiblement totient (en),
- nombre oblong,
- le plus petit nombre divisible par les nombres allant de 1 à 7, et a pour conséquence d'être un nombre Harshad dans chaque base de 2 à 10 excepté en base 5,
- nombre polygonal à 141 côtés.
- Voilier 420
- Il est aussi associé au cannabis.
- La loi California Senate Bill 420 (en) est une loi sénatoriale de Californie en relation avec l'usage médical de la marijuana.

## 421
- nombre premier,
- somme de cinq nombres premiers consécutifs (73 + 79 + 83 + 89 + 97),
- nombre carré centré,
- nombre brésilien premier,
- jeu de dé, le 421,
- code SMTP signifiant « le canal de transmission va être fermé »,
- Formule 1, la Frazer Nash 421.

## 422
- 2 × 211,
- zéro de la fonction de Mertens,
- nombre nontotient.

## 423
- 32 × 47,
- zéro de la fonction de Mertens,
- nombre Harshad.

## 424
- 23 × 53,
- somme de dix nombres premiers consécutifs (23 + 29 + 31 + 37 + 41 + 43 + 47 + 53 + 59 + 61),
- zéro de la fonction de Mertens,
- auto nombre,
- nombre refactorisable.

## 425
- 52 × 17,
- somme de trois nombres premiers consécutifs (137 + 139 + 149),
- zéro de la fonction de Mertens.

## 426
- 2 × 3 × 71,
- nombre sphénique,
- nombre nontotient,
- nombre intouchable.

## 427
- 7 × 61,
- zéro de la fonction de Mertens.

## 428
- 22 × 107,
- zéro de la fonction de Mertens,
- nombre nontotient.

## 429
- 3 × 11 × 13,
- nombre sphénique,
- nombre de Catalan.

## 430
- 2 × 5 × 43,
- nombre sphénique,
- nombre intouchable.

## 431
- nombre premier jumeau avec 433,
- nombre premier de Sophie Germain,
- nombre premier de Chen,
- somme de sept nombres premiers consécutifs (47 + 53 + 59 + 61 + 67 + 71 + 73),
- nombre d'Eisenstein premier sans partie imaginaire.

## 432
- 24 × 33,
- somme de quatre nombres premiers consécutifs (103 + 107 + 109 + 113),
- nombre hautement totient,
- nombre Harshad.

## 433
- nombre premier jumeau avec 431,
- nombre de Markov,
- nombre étoilé,
- le score parfait dans le jeu télévisé anglais Fifteen to One (en), réalisé seulement une fois sur plus de 2 000 jeux.

## 434
- 2 × 7 × 31,
- nombre sphénique,
- somme de six nombres premiers consécutifs (61 + 67 + 71 + 73 + 79 + 83),
- nombre nontotient.

## 435
- 3 × 5 × 29,
- nombre sphénique,
- 29e nombre triangulaire donc 15e nombre hexagonal,
- auto nombre.

## 436
- 22 × 109,
- nombre nontotient,
- nombre noncototient,
- nombre pizza pour 29 droites

## 437
19 × 23.

## 438
- 2 × 3 × 73,
- nombre sphénique,
- deuxième indicatif téléphonique pour Montréal au Québec,
- nombre de Smith.

## 439
- nombre premier,
- somme de trois nombres premiers consécutifs (139 + 149 + 151),
- somme de neuf nombres premiers consécutifs (31 + 37 + 41 + 43 + 47 + 53 + 59 + 61 + 67),
- nombre strictement non palindrome.

## 440
- 23 × 5 × 11,
- somme des dix-sept premiers nombres premiers,
- nombre Harshad,
- en hertz :
  - la fréquence standard pour la note de musique La. La plupart des orchestres s'accordent sur le LA juste au-dessus du Do médian (Do 0). Quelques orchestres s'accordent légèrement en dessous ou au-dessus.
  - la tonalité que l'on entend lorsque l'on décroche son téléphone.

## 441
- 32 × 72,
- 212,
- somme des cubes des premiers nombres naturels,
- nombre octogonal centré,
- nombre Harshad,
- nombre refactorisable,
- 441 (indicatif téléphonique), indicatif téléphonique régional des Bermudes.

## 442
- 2 × 13 × 17,
- nombre sphénique,
- somme de huit nombres premiers consécutifs (41 + 43 + 47 + 53 + 59 + 61 + 67 + 71).

## 443
- nombre premier de Sophie Germain,
- nombre premier de Chen,
- nombre d'Eisenstein premier sans partie imaginaire,
- la fonction de Mertens s'établit à -9, qui reste valable jusqu’à 659.

## 444
- 22 × 3 × 37,
- nombre Harshad,
- nombre refactorisable.

## 445
5 × 89.

## 446
- 2 × 223,
- nombre nontotient,
- auto nombre.

## 447
- 3 × 149
- point de départ de la suite de Syracuse donnant une altitude record égale à 39 364.

## 448
- 26 × 7,
- nombre intouchable,
- nombre refactorisable,
- nombre Harshad,
- nombre de polyèdres convexes à 16 arêtes ayant des types combinatoires différents (suite A002840 de l'OEIS)

## 449
- nombre premier de Chen,
- nombre premier minimal,
- somme de cinq nombres premiers consécutifs (79 + 83 + 89 + 97 + 101),
- nombre d'Eisenstein premier sans partie imaginaire,
- le plus grand nombre dont la factorielle est inférieure à 101000.

## 450
- 2 × 32 × 52,
- nombre nontotient,
- nombre Harshad,
- code SMTP signifiant que le mail demandé n'est pas transmis.

## 451
- 11 × 41,
- nombre de Wedderburn-Etherington,
- nombre décagonal centré et décagonal,
- son inverse a pour période le PPCM de 2 et 5 (périodes de 1/11 et 1/41) donc leur produit : 10 ; 451 est le plus petit nombre dont l'inverse est de période 10,
- ce nombre a une signification dans la nouvelle de fiction Fahrenheit 451, étant la température en degrés Fahrenheit à laquelle le papier dans les livres brûle,
- code erreur HTTP indiquant qu'une page web est censurée.

## 452
- 22 × 113,
- code SMTP signifiant que l'action du mail demandé n'a pu être faite à cause d’un espace de stockage insuffisant.

## 453
3 × 151.

## 454
- 2 × 227,
- nombre nontotient,
- nombre de Smith,
- 454 (homonymie) .

## 455
- 5 × 7 × 13,
- nombre sphénique,
- nombre tétraédrique.

## 456
- 23 × 3 × 19,
- somme de deux nombres premiers jumeaux (227 + 229),
- somme de quatre nombres premiers consécutifs (107 + 109 + 113 + 127),
- nombre pentagonal centré,
- nombre pyramidal heptagonal.

## 457
- nombre premier,
- somme de trois nombres premiers consécutifs (149 + 151 + 157),
- auto nombre.

## 458
- 2 × 229,
- nombre nontotient.

## 459
33 × 17.

## 460
- 22 × 5 × 23,
- nombre triangulaire centré,
- nombre Harshad.

## 461
- nombre premier de Chen,
- nombre premier jumeau avec 463,
- nombre d'Eisenstein premier sans partie imaginaire.

## 462
- 2 × 3 × 7 × 11,
- somme de six nombres premiers consécutifs (67 + 71 + 73 + 79 + 83 + 89),
- nombre oblong.

## 463
- nombre brésilien premier,
- somme de sept nombres premiers consécutifs (53 + 59 + 61 + 67 + 71 + 73 + 79),
- nombre heptagonal centré.

## 464
- 24 × 29,
- nombre semi-parfait primitif.

## 465
- 3 × 5 × 31,
- nombre sphénique,
- nombre triangulaire,
- nombre de Padovan,
- nombre Harshad.

## 466
- 2 × 233,
- nombre noncototient,
- nombre pizza pour 30 droites

## 467
- nombre premier sûr,
- nombre premier de Chen.

## 468
- 22 × 32 × 13,
- somme de dix nombres premiers consécutifs (29 + 31 + 37 + 41 + 43 + 47 + 53 + 59 + 61 + 67),
- auto nombre,
- nombre Harshad.

## 469
- 7 × 67,
- nombre hexagonal centré.

## 470
- 2 × 5 × 47,
- nombre sphénique,
- nombre gâteau (suite A000125 de l'OEIS)
- nombre nontotient,
- nombre noncototient.

## 471
- 3 × 157,
- somme de trois nombres premiers consécutifs (151 + 157 + 163).

## 472
- 23 × 59,
- nombre nontotient,
- nombre intouchable.

## 473
- 11 × 43,
- somme de cinq nombres premiers consécutifs (83 + 89 + 97 + 101 + 103),
- 473 (indicatif téléphonique), indicatif téléphonique régional de la Grenade, de Carriacou et de la Petite Martinique.

## 474
- 2 × 3 × 79,
- nombre sphénique,
- somme de huit nombres premiers consécutifs (43 + 47 + 53 + 59 + 61 + 67 + 71 + 73),
- nombre nontotient,
- nombre noncototient,
- nombre intouchable,
- nombre ennéagonal.

## 475
- 52 × 19,
- nombre polygonal à 49 côtés.

## 476
- 22 × 7 × 17,
- nombre Harshad.

## 477
32 × 53.

## 478
2 × 239.

## 479
- nombre premier sûr,
- somme de neuf nombres premiers consécutifs (37 + 41 + 43 + 47 + 53 + 59 + 61 + 67 + 71),
- nombre premier de Chen,
- nombre d'Eisenstein premier sans partie imaginaire,
- auto nombre.

## 480
- 25 × 3 × 5,
- somme de nombres premiers jumeaux (239 + 241),
- somme de quatre nombres premiers consécutifs (109 + 113 + 127 + 131),
- nombre hautement abondant
- nombre hautement totient,
- nombre Harshad.

## 481
- 13 × 37,
- nombre octogonal,
- nombre carré centré,
- nombre Harshad.

## 482
- 2 × 241,
- nombre nontotient,
- nombre noncototient.

## 483
- 3 × 7 × 23,
- nombre sphénique,
- nombre de Smith.

## 484
- 22 × 112,
- 222,
- nombre nontotient.

## 485
5 × 97.

## 486
- 2 × 35,
- nombre Harshad,
- nombre de Perrin,
- abréviation pour le microprocesseur Intel 80486.

## 487
- nombre premier de Chen,
- somme de trois nombres premiers consécutifs (157 + 163 + 167),
- abréviation pour le microprocesseur Intel 80487.

## 488
- 23 × 61,
- nombre nontotient.

## 489
- 3 × 163,
- nombre octaédrique.

## 490
- 2 × 5 × 72,
- nombre noncototient,
- auto nombre.

## 491
- nombre premier de Sophie Germain,
- nombre premier de Chen,
- nombre d'Eisenstein premier sans partie imaginaire,
- nombre strictement non palindrome.

## 492
- 22 × 3 × 41,
- somme de six nombres premiers consécutifs (71 + 73 + 79 + 83 + 89 + 97).

## 493
- 17 × 29,
- somme de sept nombres premiers consécutifs (59 + 61 + 67 + 71 + 73 + 79 + 83),
- nombre de Lychrel

## 494
- 2 × 13 × 19,
- nombre sphénique,
- nombre nontotient.

## 495
- 32 × 5 × 11,
- nombre pentatopique,
- nombre polygonal à 51 côtés,
- nombre polygonal à 166 côtés,
- la constante à laquelle se stabilisent les suites produites par l'algorithme de Kaprekar en base dix à partir d'un nombre de trois chiffres, sauf cas dégénérés.

## 496
- 24 × 31,
- le 31e nombre triangulaire donc :
  - le 16e nombre hexagonal et le 11e nombre ennéagonal centré,
  - un nombre parfait (puisque 31 est un nombre de Mersenne premier),
- nombre polygonal centré à 11 côtés,
- nombre nontotient.
- La dimension du groupe de jauge de la théorie des cordes de type I doit être 496.

## 497
- 7 × 71,
- somme de cinq nombres premiers consécutifs (89 + 97 + 101 + 103 + 107).

## 498
- 2 × 3 × 83,
- nombre sphénique,
- nombre intouchable.

## 499
- nombre premier de Chen,
- nombre premier minimal